# Asianidia alticola
Asianidia alticola är en insektsart som först beskrevs av Lindberg 1954.  Asianidia alticola ingår i släktet Asianidia och familjen dvärgstritar. Inga underarter finns listade i Catalogue of Life.